# نیم‌ور
نیم‌وَر یا نیمه‌ور شهری است تاریخی در بخش مرکزی شهرستان محلات استان مرکزی ایران. این شهر، در ۲۵۰ کیلومتری جنوب تهران و بین راه مواصلاتی شهرهای دلیجان به محلات و خمین قرار دارد. این شهر در جنوب شرقی استان مرکزی قرار گرفته و در شمال آن کوه کمر و رودخانه قم‌رود و در جنوب آن کوه‌های آتشکوه و زردقُله (زرده‌قله)، پناهگاه حیات وحش موته و معادن تراورتن در شرق و در غرب آن قرار گرفته‌اند.
نام نیم‌ور در کتاب‌ها و اسناد تاریخی تحت نام‌های مختلفی نظیر آوَرد، نیم‌آوَرد، مَمنور، نَیسور و تَیمور ڄست که امروز بقایای این سد قدیمی با نام بند نیم‌ور در کنار شهر قرار دارد.
طبق اسناد تاریخی موجود و اکتشافات انجام‌شده در آثار باستانی، قدمت نیم‌ور به دوران ساسانیان و اشکانیان بازمی‌گردد. شواهد و مدارکی نیز با قدمتی که به ۲٬۳۰۰ سال پیش از میلاد مسیح بازمی‌گردد نیز در این منطقه کشف شده‌است. مراسم سنتی بیل‌گردانی، علم‌بندان و نخل‌برداری، مراسم قوچ‌گدار، آیین‌های سنتی پخت کاچی و باسلق از جمله مهم‌ترین آداب و رسوم باستانی این شهر است که در فهرست میراث ناملموس ملی و استانی نیز ثبت رسیده‌اند.
نیم‌ور علاوه بر آثار تاریخی متعدد تاریخی، دارای کوه‌های سنگی و معادن سنگ غنی تراورتن، فلوئور و سنگ‌های تزئینی است. از این رو صنعت غالب در این شهر مربوط به تجارت سنگ است.
در دوران معاصر، این شهر با رکود نسبی مواجه شد اما با پیوستن دهستان باقرآباد به این شهر و احداث شهرک صنعتی، دانشگاه علمی کاربردی نیم‌ور، برگزاری نمایشگاه بین‌الملی سنگ ایران در این شهر، و همچنین برگزاری جشنواره‌های فرهنگی همچون بیل‌گردانی، باسلوق و کاچی از رونق اقتصادی مجددی برخوردار شده‌است.

## وجه تسمیه
دربارهٔ ریشه‌شناسی نام نیم‌ور اختلاف نظر زیادی وجود دارد که تعدادی از آن نظرات در اینجا آمده‌است:
- به عقیدهٔ برخی، نام این شهر در دوران اشکانیان، آورد به معنای میدان جنگ بوده‌است. پس از پایان جنگ‌های اشکانیان به علت خاموش شدن شعلهٔ جنگ به نیم آورد[۱۹] تغییر نام پیدا کرده و اکنون پس از گذشت زمان به نیم‌ور تبدیل شده‌است.[۱][۲۰]
- نظریهٔ دیگر دربارهٔ نام‌گذاری این شهر این است که این شهر توسط یکی از امرای کیانیان به نام همای دختر بهمن ساخته شده که لقب او نیموَر بوده‌است.[۲۱]
- برخی هم معتقدند که نام این شهر از کلمهٔ «ور» که در زبان اوستایی و پهلوی به معنای دژ است[۲۲] گرفته شده و اشاره به دژ ساروجی ستونی شکل و کم‌عرض میل میلونه (دژ واقع در روی ستون) در این شهر بوده‌است.
- همچنین از این شهر در کتب تاریخی به نام‌های ممنور، نیسور، تیمور نیز یاد شده‌است.[۱]
- در حال حاضر نام شهر نیم‌ور به صورت نیموَر و نیمه‌ور هم نوشته می‌شود.

## پیشینه
ابن فقیه همدانی در کتاب مختصرالبلدان مربوط به سال ۲۹۰ هجری، این شهر را که از مراکز مهم مذهبی فلات ایران در روزگار باستان به‌شمار می‌رفته را هم تراز با طاق کسری، قصر شیرین و معبد کنگاور دانسته‌است و دربارهٔ نیم‌ور چنین می‌نویسد:
... گویند هیچ بنایی از گچ و آجر،... شکوهمندتر از ایوان کسری نیست. در مداین، هیچ بنایی سنگی، زیباتر از قصرشیرین نیست… و هیچ بنایی از خشت و گل، خوش منظرتر از بنای تیمور، روستایی از اصفهان نیست و در این بنا تصویرها و اخبار و پندهای شگفت‌انگیزی است.
حمزه اصفهانی در حدود ۱۱۰۰ سال پیش گشتاسب‌شاه را دلیل آبادانی نیم‌ور دانسته و می‌نویسد:
گشتاسب در ممنور از روستای انارآباد واقع در ولایت اصفهان اتشکده‌ای ساخت و آبادی‌هایی از روستا بر آن وقف کرد.
در کتاب تاریخ قم که تخصصی‌ترین کتاب جغرافیایی دربارهٔ منطقهٔ فعلی شمال استان‌های قم و مرکزی است و بیش از هزار سال از تاریخ نگارش آن می‌گذرد از نیم‌ور (نیمه‌ور) به عنوان منطقه‌ای با بیش از هزار سال قدمت نام برده شده‌است که در منطقه استاق انار (نام قدیم شهرستان محلات) قرار دارد:
نیمور از حیازات انار است و آتشکدهٔ آن و آتش آن در بشتاسف ملک نصب کرده‌است و برافروخته و آن را چندین اوقاف است و گویند که نیمور سه برادر بنا کرده‌اند و آن بنای عجیب و تا الیوم قایم و مستحکم است و نقش‌های آن باقی اند. گویا نقاشان آن بامداد در آن آمده‌اند و شبانگاه بیرون رفته‌اند…
در بعضی منابع تاریخی نیز، آبادانی نیم‌ور را به امیران عسکریه نسبت داده‌اند.
این شهر پس از احداث سدی در روزگار ساسانیان بر روی رودخانهٔ قم‌رود و کندن کانالی به طول ۱۸ کیلومتر برای تأمین آب مصرفی ساکنان از رونق بسیاری برخوردار شده بود.
در کتاب نزهةالقلوب نوشتهٔ حمدالله مستوفی دربارهٔ نیم‌ورآمده‌است:
نیم‌ور از اقلیم چهارم است. جمشید پیشدادی ساخت و در آنجا جهت خود قصری عالی کرده بود. افعال و آثار آن هنوز باقی است و گشتاسف در او آتشخانه ساخت و هوایش خوب و معتدل است و در محصول و ارتفاعات مانند نطنز
در کتاب بستان‌السیاحه مربوط به سال ۱۲۴۸ هجری قمری نیز، نیم‌ور این‌طور توصیف شده‌است:
قریه‌ای است خجسته اثر در زمین فرح‌انگیز و قرب رود (گهرخیز) واقع و اطرافش واسع از توابع محلات و هوایش به جهت آیات، آبش خوش و خاکش مرغوب است. قدیم‌الایام شهری بوده و مرور دهورش قریه نموده، باغات فراوان دارد و مردمی همگی شیعی کذهب مکرر مشاهده شده‌است.
فتحعلی‌شاه قاجار قریهٔ نیم‌ور، محلات و مناطق اطراف را به حسن‌علی شاه محلاتی که داماد وی بود، واگذار کرد. نیم‌ور تا زمان ناصرالدین‌شاه از آبادی‌های خالصه به‌شمار می‌رفت.
در زمان حکومت مسعود میرزا ظل‌السلطان در اصفهان، نیم‌ور همراه با ۶۰۰ آبادی دیگر در حوزهٔ اصفهان به اجارهٔ او واگذار شد. اما پس از آغاز فروش خالصه‌ها در اواخر سلطنت ناصرالدین‌شاه و در دوران مظفرالدین‌شاه نیم‌ور به مالکیت دائمی ظل‌السلطان درآمد.
در فرهنگ جغرافیای ایران مربوط به قرن معاصر نیز دربارهٔ نیم‌ورآمده است:
نیمور، قصبه مرکزی دهستان نیمور بخش حومهٔ شهرستان محلات و در دامنه سردسیری واقع است و ۱۷۰۰ سکنه دارد، آبش از رودخانه اناربار، محصولش غلات، پنبه، کنجد، صیفی، میوه جات، قیسی، بادام، انگور، شغل اهالی، زراعت و صنایع دستی کرباس بافی است…— علی آشوری، جغرافیای استان مرکزی

## وضعیت طبیعی

### جغرافیا
نیم‌ور در ۲۵۰ کیلومتری جنوب غربی تهران قرار دارد. این شهر در مسیر جادهٔ شهرستان‌های محلات به دلیجان و در ۱۰ کیلومتری شهر محلات قرار گرفته‌است.

### حیات وحش
نیم‌ور در شمالی‌ترین ناحیهٔ پناهگاه حیات وحش و پارک ملی موته قرار دارد. این پناهگاه حیات وحش، یکی از باارزش‌ترین مناطق ایران به خصوص از نظر گیاهان منحصر به فرد است که زیستگاهی مناسب برای زندگی آهو و منطقه‌ای برای تکثیر این گونه نیز به حساب می‌آید. تاکنون ۱۴۲ گونه مهره‌دار شامل ۲۵ گونه پستاندار، ۸۸ گونه پرنده، ۲۵ گونه خزنده، یک گونه دوزیست و ۳ گونه ماهی در این منطقه شناسایی شده‌است. همچنین در جریان سرشماری زمستانهٔ پستانداران در موته که در سال ۱۳۹۵ برگزار شد مجموعاً ۱۸٫۰۵۲ رأس آهو، قوچ و میش و کل و بز در این منطقه شمارش گردید که این تعداد شامل ۸۵۱۰ آهو، ۷۵۷۶ قوچ و میش، ۱۹۶۶ کل و بز بوده‌است. هچنین طبق سرشماری زمستانهٔ سال ۱۳۹۳، با این‌که این پناهگاه به‌عنوان زیست‌گاه اصلی گراز به‌شمار نمی‌رود اما ۳۵ رأس گراز نیز در این منطقه مشاهده شده‌است.
علاوه بر پارک ملی موته، منطقهٔ حفاظت‌شدهٔ هفتادقله نیز در ۳۰ کیلومتری شمال‌غربی شهر نیم‌ور قرار دارد.

### آب و هوا
نیم‌ور از آنجایی که در بخش مرکز ایران قرار گرفته‌است، دارای آب و هوایی نسبتاً خشک است. این شهر با میانگین تقریبی ۳۰۰ میلی‌متر بارش در سال از جمله شهرهای فقیر از لحاظ منابع آبی در استان مرکزی است.
| آب و هوای نیم‌ور                              | آب و هوای نیم‌ور | آب و هوای نیم‌ور | آب و هوای نیم‌ور | آب و هوای نیم‌ور | آب و هوای نیم‌ور | آب و هوای نیم‌ور | آب و هوای نیم‌ور | آب و هوای نیم‌ور | آب و هوای نیم‌ور | آب و هوای نیم‌ور | آب و هوای نیم‌ور | آب و هوای نیم‌ور | آب و هوای نیم‌ور |
|                                              | ژانویه          | فوریه           | مارس            | آوریل           | مـــــه         | ژوئـن           | ژوئیـه          | اوت             | سپتامبر         | اکتبـر          | نوامبر          | دسامبر          | سـال            |
| -------------------------------------------- | --------------- | --------------- | --------------- | --------------- | --------------- | --------------- | --------------- | --------------- | --------------- | --------------- | --------------- | --------------- | --------------- |
| گرم‌ترین C°                                   | ۷               | ۱۲              | ۲۳              | ۲۷              | ۳۶              | ۴۳              | ۴۳              | ۴۳              | ۴۱              | ۳۲              | ۱۸              | ۹               |                 |
| سردترین C°                                   | -۴              | -۳              | ۳               | ۷               | ۱۲              | ۱۹              | ۲۱              | ۲۰              | ۱۶              | ۹               | ۳               | -۴              |                 |
| باران mm                                     | ۲۰              | ۳۰              | ۲۸              | ۴۲              | ۱۴              | ۶               | ۳               | ۱               | ۱               | ۲۱              | ۵۴              | ۴۴              | ۲۶۴             |
| منبع: NASA Earth Observations Data Set Index |                 |                 |                 |                 |                 |                 |                 |                 |                 |                 |                 |                 |                 |
| Source #2: AccuWeather                       |                 |                 |                 |                 |                 |                 |                 |                 |                 |                 |                 |                 |                 |

#### تأمین آب از لرستان
پس از اجرای طرح انتقال آب از الیگودرز در شرق استان لرستان به قم که رسانه‌های ایران از آن با عنوان کلی و مبهم «طرح انتقال آب از سرشاخه‌های دز به قم» نام می‌برند، شهرستان الیگودرز اکنون تأمین‌کننده اصلی آب مصرفی (شرب، صنعتی، کشاورزی) شهرهای خوانسار، گلپایگان، خمین، محلات، نیم‌ور، سلفچگان و قم است. به گفتهٔ فتاح، وزیر وقت نیرو این آب یکی از بهترین آب‌های دنیا است.

## مردم

### زبان
بیشتر مردم این شهر به زبان فارسی صحبت می‌کنند. زبان راجی نیز در بخش‌هایی از منطقه استفاده می‌شود که ریشه واژه‌های آن از زبان مادی است.

### مذهب

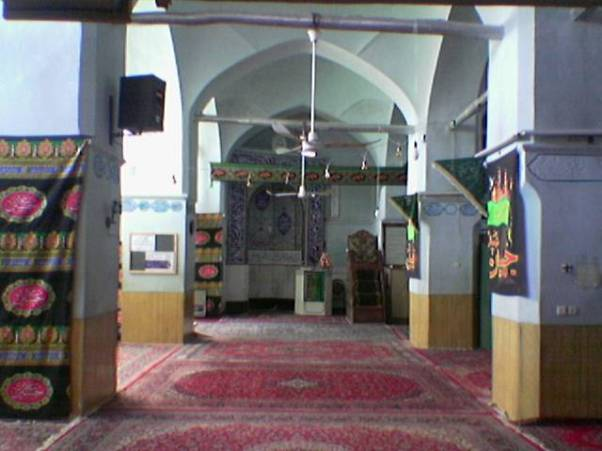
نمایی از محراب مسجد جامع نیم‌ور

پیش از حمله اعراب به ایران مردم این منطقه، دین زرتشتی داشته و یکتاپرست بوده‌اند. وجود آتشکده‌های بزرگ، از قبیل آتشکده آتشکوه و آتشکده خورهه در این منطقه دلیل بر این ادعا است.
این شهر به همراه محلات در دورهٔ قاجاریان نیز از مراکز فرقهٔ اسماعیلیه بوده‌است و هنوز هم برخی از اهالی و روستاهای جنوبی منطقه به این کیش گرایش دارند.
زین‌العابدین شیروانی دربارهٔ دین مردم نیم‌ور، در مشاهدات خود در کتاب بستان‌السیاحه در سال ۱۲۴۸ هجری قمری آورده که مذهب تمام مردم این منطقه شیعه بوده‌است. در حال حاضر نیز دین بیشتر مردم این شهر اسلام و مذهب آن‌ها شیعه دوازده امامی است.

### جمعیت
نیم‌ور در سرشماری عمومی سال ۱۳۵۵، ۲۸۶۵ نفر و در سرشماری سال ۱۳۶۵، ۴۲۹۴ نفر جمعیت داشته‌است. طبق سرشماری سال ۱۳۸۵ مرکز ملی آمار ایران، تعداد ۱۵۸۰ خانوار در این شهر زندگی می‌کنند که جمعیتی بالغ بر ۵۷۳۱ را شامل می‌شوند. از این مقدار ۲۸۸۶ نفر مرد و ۲۸۴۵ نفر زن هستند. طبق آمار سال ۱۳۷۰ خورشیدی، در این شهر ۲۷۴ مهاجر خارجی زندگی می‌کنند.
| مردان | سن    | زنان |
| ----- | ----- | ---- |
| ۱۴۷   | ۶۵+   | ۱۱۳  |
| ۶۶    | ۶۰–۶۴ | ۶۷   |
| ۷۵    | ۵۵–۵۹ | ۶۷   |
| ۷۹    | ۵۰–۵۴ | ۹۸   |
| ۷۱    | ۴۵–۴۹ | ۷۳   |
| ۱۱۴   | ۴۰–۴۴ | ۸۷   |
| ۱۳۵   | ۳۵–۳۹ | ۱۱۳  |
| ۲۰۳   | ۳۰–۳۴ | ۱۲۵  |
| ۲۵۹   | ۲۵–۲۹ | ۲۳۵  |
| ۲۷۲   | ۲۰–۲۴ | ۲۶۱  |
| ۲۷۵   | ۱۵–۱۹ | ۲۳۹  |
| ۲۸۲   | ۱۰–۱۴ | ۲۸۴  |
| ۳۶۹   | ۵–۹   | ۳۵۹  |
| ۳۴۰   | ۰–۴   | ۲۹۳  |

## بافت شهری

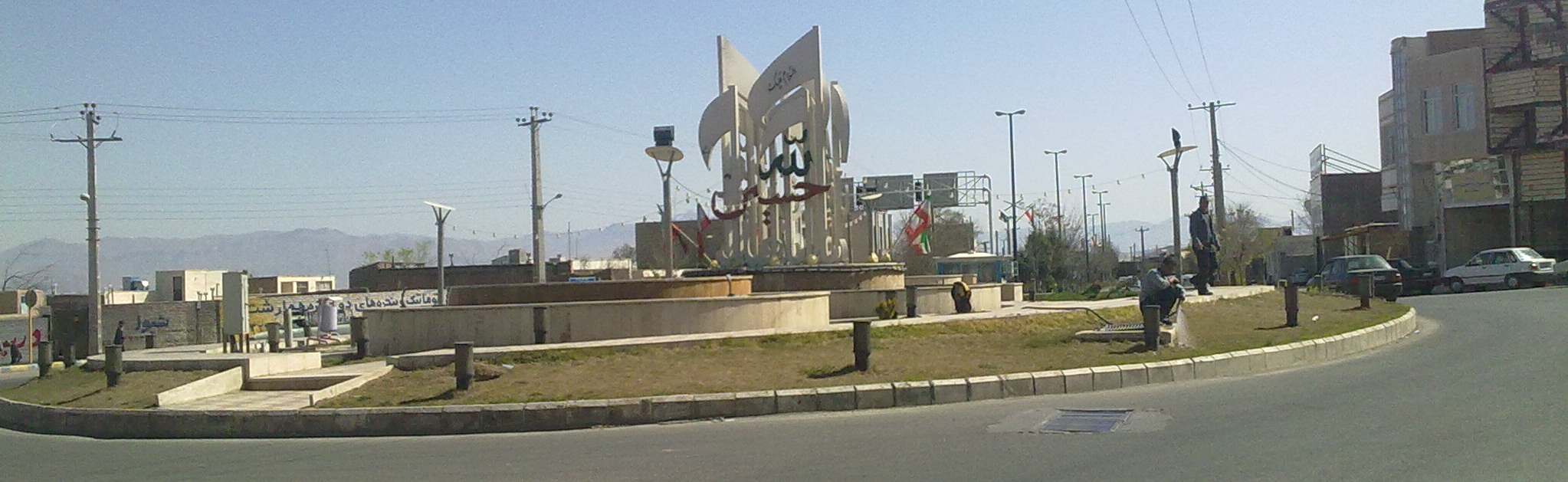
میدان اصلی شهر

نیم‌ور شهری است که هم بافت شهری مدرن و هم از بافت روستایی در آن دیده می‌شود. شهرداری این شهر از سال ۱۳۵۹ تأسیس شده‌است. در نیم‌ور از آنجا که علاوه بر بافت صنعتی خود، بافتی سنتی نیز دارد، سعی شده هر دوی این رویکردهای مدرن و سنتی با هم دیده شود. به همین دلیل به‌دست هنرمندان این شهر، بزرگ‌ترین فرش گل و سنگ کشور در نیم‌ور درست شده تا نمادی از صنعت (سنگ) و سنت (فرش‌بافی) باشد.

### گسترش شهر
نیم‌ور در گذشته به صورت قصبه‌ای در داخل قلعه بوده‌است. به مرور زمان با اضافه شدن جمعیت بیشتر، به شکل امروزی درآمده‌است. از سال ۱۳۵۹ خورشیدی، روستای نیم‌ور به صورت رسمی به شهر نیم‌ور تبدیل شد.
با رشد جمعیت شهر نیم‌ور، دهستان باقرآباد با تصویب شورای عالی شهرسازی و معماری و طبق طرح جامع شهر نیم‌ور، رسماً به شهر نیم‌ور الحاق شد و زمینهٔ تبدیل این شهر به یک بخش را فراهم کرد.

### محله‌ها

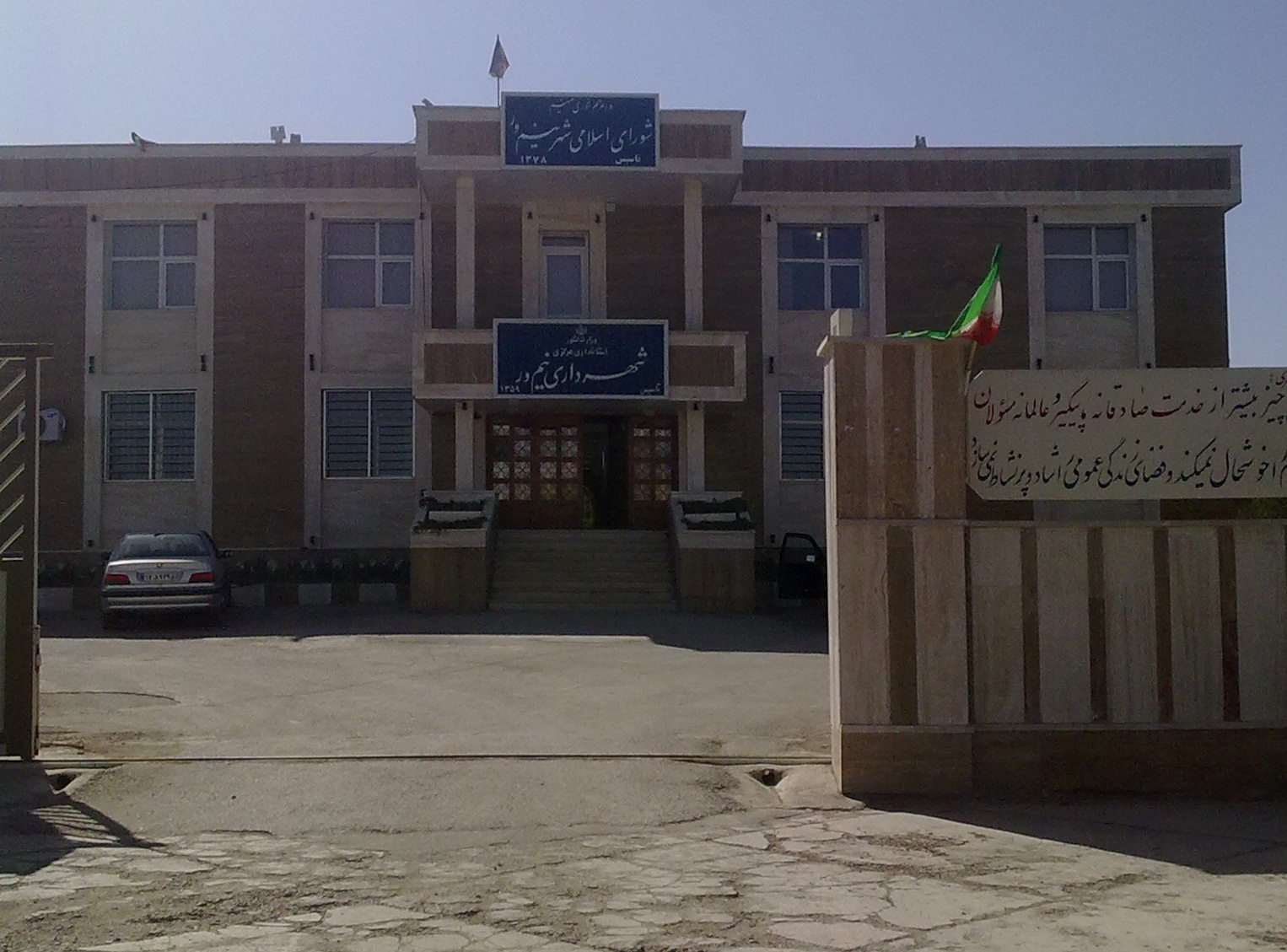
ساختمان شهرداری و شورای اسلامی شهر نیم‌ور

این شهر از زمان پیشینیان دارای هفت محلهٔ اصلی به نام‌های پانخل، پاچنار، کوچهٔ بالاکوه، دروازه، در آب‌انبار، کوچهٔ قرچه‌قینی‌ها و کوچهٔ درحمام بوده‌است. البته امروزه با گسترش شهر، محله‌های جدیدی به نام خیابان‌های اصلی شهر و همچنین محله‌هایی مثل چهل دستگاه و شاجوب نیز پایه‌گذاری شده‌است.

## آداب و رسوم
با توجه به قدمت بسیار زیاد این شهر، مردم این منطقه دارای آداب و رسوم ویژه به خود هستند. مرتضی فرهادی در این باره می‌گوید:
نیم‌ور امروز برای خود شهری است، اما از آنجا که همه شهرهای امروز ما در حال تبدیل به قالبی یک شکل یک قواره‌اند… و همیشه نیز از هویت غنی فرهنگی به‌دور می‌افتند… دوست‌تر دارم نیم‌ور را به سیاق سنتی، قصبه‌ای بزرگ بنامم، چرا که هنوز چه در ساخت و مورفولوژی آن، چه ارزش‌ها و هنجارهای مردمان‌اش، چه در تولید کشاورزی و باغداری پر رونقش و چه در تأسیسات کهن آبیاری، جوی‌روبی شگفت‌آور، جشن آب (جشن پایان لایروبی) و بیل‌گردانی پهلوانانه و باستانی‌اش، رگه‌ها و رنگ و بویی از هویت فرهنگ بومی می‌توان یافت.

### آبرسانی و لایروبی

تصویری قدیمی از مراسم لایروبی مردم نیم‌ور

برخی از مورخان بر این باورند که این رسوم نیم‌وری‌ها، نشات گرفته از اعتقادان زرتشتیان به اهورامزدا و تقدس آب است و این آیین را نوعی از آیین‌های ایزد آب‌ها می‌دانند.
از آنجا که این منطقه آب و هوایی گرم و نیمه کویری دارد، آب به عنوان عنصر اساسی برای کشاورزی در این منطقه مطرح است. فردی که به او میرنهر یا میرآب گفته می‌شود، مسئول تقسیم آب نهرهای منشعب از رودخانهٔ لعل‌بار میان اراضی کشاورزی است.
روش تقسیم آب، طبق اسناد بسیار قدیمی روستا که به سند مادر معروف است تعیین می‌گردد. از اسناد آب همیشه سه نسخه در سه مکان مختلف، تهیه و نگهداری می‌شود تا امکان هیچ نوع دخل و تصرف در آن نباشد و مفقود نشود. طبق این سند، هر روز به ۲۴ قسمت تقسیم شده و به هر کدام از کشاورزان به اندازه وسعت زمین زراعی و میزان نیاز به آب، به صورت تصادفی یک ساعت خاص در روز و در هفته تعلق می‌گیرد که به صورت چرخشی تغییر می‌کند.
هر سال در مواقعی که گل و لای مسیر رودخانهٔ لعل‌بار را مسدود می‌کند یا در اواخر اسفندماه و اوایل فصل بهار که رشد گیاهان و علف‌های هرز باعث سختی آبرسانی به مزارع این شهر می‌شود، با تصمیم بزرگان شهر و اعلام همگانی دستیار میرآّب، مردم در مسجد جامع جمع شده و از آنجا به دشت‌ها و زمین‌های کشاورزی می‌روند و با کمک یکدیگر به پاکسازی حریم جوی می‌پردازند. کشاورزانی که در مراسم لایروبی شرکت نمی‌کردند، برایشان جریمه در نظر گرفته می‌شده تا این انسجام و نظم دقیق حفظ شود.
سپس بعد از اتمام کار، همگی به برپایی جشن آب در میدان روستا می‌پردازند. در این مراسم، کشاورزان روستا به صورت ارتشی مجهز به بیل و الاغ به رژهٔ نمایشی می‌پردازد. این جشن مخصوص اهالی که به صورت طنز و هجو برگزار می‌شود، همراه با نوای سرنا و سنج در برابر زنان روستا و ارباب روستا اجرا می‌شده‌است.
امروزه در نیم‌ور دیگر این مراسم با این کیفیت برگزار نمی‌شود، زیرا کف نهر در سال‌های اخیر بتن شده‌است و دیگر لایروبی سالانه‌ای در کار نیست. امروزه این مراسم فقط در مواقعی که رشد گیاهان مانع آبرسانی شود انجام می‌شود.

### بیل‌گردانی
این آیین که در سال ۸۹ به عنوان میراث معنوی کشور به ثبت رسیده، به عنوان نمادی برای تشکر از آناهیتا الههٔ آب بوده که از زمان زرتشتیان در این شهر باقی‌مانده‌است. آیین بیل‌گردانی که به‌طور سنتی در ابتدای فصل بهار و ایام نوروز انجام می‌گیرد، از آیین و سنن این شهر تاریخی است که نزدیک به ۲۰۰۰ سال قدمت دارد.
بعد از انجام لایروبی، هنگامی که آب به نخستین پخشگاه آب (وارگو) می‌رسد مردم جشن بزرگی که یادگار سنت‌های پهلوانی است بر پا می‌کنند. شرکت کنندگان در این آیین بعد از مراسم مخصوص رژهٔ لایروبان، دو دسته بیل را که با طنابی به هم متصل شده به نحوی دور سر خود بچرخاند که این دو دسته به هم برخورد نکند و ورزشکار هم بتواند تعادل خود را حفظ کند. داور این مسابقه تماشاگران هستند که با تشویق‌ها یا هو کردن فرد پیروز را مشخص می‌کنند.
این آیین همراه با موسیقی خاصی انجام می‌شود که با سازهای سنتی نواخته می‌شود و به‌طور معمول در آخرین هفتهٔ ماه فرودین انجام می‌گیرد.

### عزاداری محرم و نخل‌برداری

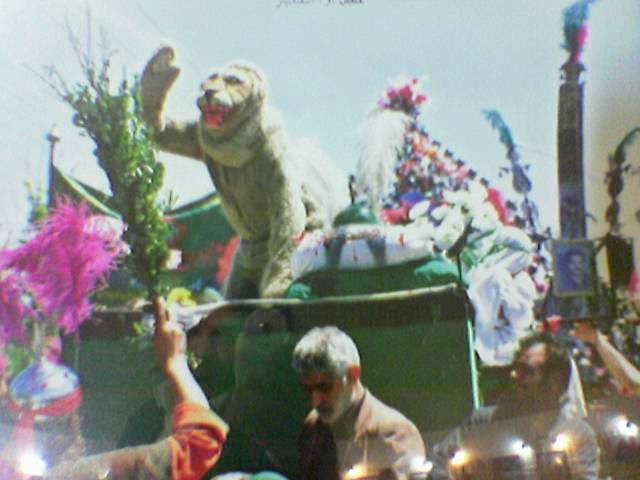
عزاداری سنتی در نیم‌ور؛ مردی در لباس یک شیر پارچه‌ای رفته و به عنوان نمادی از همدردی همه موجودات زنده با کاروان اسیران و خاندان حسین ابن علی بعد از کشته شدن در کربلا همراه با کاروان نمادین حرکت می‌کند و بچه‌ها را نوازش می‌کند.

در ماه محرم مردم این شهر که عمدتاً شیعه هستند اقدام به برپایی عزاداری می‌کنند. همزمان با هفتمین روز ماه محرم، آیین سنتی علم بندان برگزار می‌شود و زنان با استفاده از پارچه‌های رنگی علم‌های مخصوصی را برای عزاداری آماده می‌کنند. این آیین با شماره ۱۴۹۱ در فهرست میراث ناملموس استان مرکزی به ثبت رسیده‌است.
ظهر روز عاشورا نیز مردم با تجمع در امامزاده صالح نیم‌ور، ضمن زیارت این بارگاه و عزاداری دسته‌ای بر سر آرامگاه کشته‌شدگان جنگ ایران و عراق حاضر می‌شوند. در عصر روز عاشورا و با حضور عزاداران، مراسم نخل‌گردانی و تعزیه‌خوانی برگزار می‌شود. این نخل نشانهٔ تابوت حسین و ۷۲ تن از یارانش است و قدمت آن به دوران صفوی بازمی‌گردد. هیئت وزیران در جلسهٔ آخر خود در سال ۱۳۹۵ با رعایت مقررات آیین‌نامهٔ اجرایی کنوانسیون بین‌المللی حفظ میراث فرهنگی ناملموس، «مراسم نخل‌برداری در نیم‌ور» را با شمارهٔ ۱۳۸۲ در فهرست ملی میراث فرهنگی ناملموس کشور ثبت کرده‌است.

### جیغون
از دیرباز در این شهر کسانی بودند که اخبار هر روزه را از روی پشت بام و با صدای بلند به اطلاع مردم می‌رسانند. این اخبار شامل، مرگ اهالی شهر، برگزاری مراسم و نظیر این‌ها بوده‌است. به این افراد، «جیغون» می‌گویند؛ یعنی کسی که با جیغ و با صدای بلند اخبار را به اطلاع مردم می‌رساند.

### قوچ گدار
این آیین در ابتدای فصل پاییز و در هنگام زادوولد گوسفندان انجام می‌شود. قوچ گدار از دو واژه قوچ به معنای گوسفند نر و واژه گدار به معنای سینه‌کش و سربالایی تپه تشکیل شده‌است. این آیین، نمادی از فراوانی، افزایش نعمت، ازدیاد نعمت پروردگار برای بندگان و آفریدگانش است. این آیین به شمارهٔ ۱۰۰ در فهرست آثار ملی نیازمند پاسداری فوری به‌ثبت رسیده و هر گونه اقدامی که موجب حفظ و احیای این میراث گردد مورد تأکید است.
در آئین قوچ گدار صاحب گله محلی مناسب را در نظر می‌گیرد و برخی از قوچ‌ها را تزئین کرده و رنگ می‌کنند. همچنین از دوستان و آشنایان و دامداران دیگر دعوت می‌کند تا در این آئین شرکت کنند. از شرکت کنندگان و مهمان‌ها با چای، شربت، شیرینی و میوه پذیرایی شده و نوای محلی با ساز و دهل نواخته می‌شود. هنرمندان چوب باز هم هنر کهن ایرانی را برای بازدیدکنندگان اجرا می‌کنند.

## مناطق باستانی

درِ چوبی خانه‌ای قدیمی در قسمت قدیمی شهر

علیرغم تبدیل روستای نیم‌ور به شهر نیم‌ور، هنوز قسمت‌های شمالی این شهر بافت قدیمی خود را حفظ کرده‌اند. خانه‌ها، مسجد جامع قدیمی، حمام عمومی و… نمونه‌هایی هستند که از خشت و گل ساخته شده‌اند و هنوز پابرجا هستند. در کتاب مختصرالبلدان مربوط به حدود ۲۹۰ هجری قمری دربارهٔ زیبایی بناهای خشت و گلی نیم‌ورآمده‌است:
هیچ بنایی از خشت و گل، خوش منظرتر از بنای نیم‌ور روستایی از اصفهان نیست و در این بنا تصویرها و اخبار و پندهای شگفت‌انگیزی است.
وجود سنگ‌نگاره‌هایی بر روی صخره‌ها و سنگ‌ها در منطقهٔ تیمرهٔ گلپایگان∗ که قدمت بعضی به ۲۳۰۰ سال قبل از میلاد مسیح نیز می‌رسد، گواه قدمت بسیار زیاد این منطقه‌است. از بقایای تمدن ساسانی در منطقهٔ نیم‌ور، سنگ‌نگاره‌های تیمره است که شامل هزاران تک‌نگاره، چندنگاره، تابلوهای پر نگاره، یک کتیبه به زبان پهلوی، چند کتیبه عربی و فارسی و بسیاری علائم و نشانه‌های نمادین است. همچنین وجود بناهای تاریخی مربوط به دوره‌های ساسانیان بیانگر قدمت و عظمت تاریخی این منطقه‌است.
از مهم‌ترین بناهای داخل شهر می‌توان به قلعهٔ جمشیدی منتصب به جمشید پیشدادی، قلعهٔ نایبی، مسجد جامع شهر منتصب به دوران صفویان، پل تاریخی باقرآباد و ستون‌های تاریخی میل میلونه اشاره کرد.

همچنین از مهم‌ترین بناهای خارج شهر نیز می‌توان به سنگ‌نبشته خورهه و آتشکده آتشکوه اشاره کرد که در ۱۰ کیلومتری شهر و در دامنهٔ کوه آتشکوه قرار دارد. آندره گدار در کتاب آثار ایران دربارهٔ بنای آتشکدهٔ آتشکوه گفته‌است:
ترکیب این بنا به نظر عجیب می‌رسد. شبستان بزرگ گنبددار خیلی بازی وجود دارد که گنبد آن بر پایه‌هایی با ستون‌های جاسازی شده در دیوار نهاده شده‌است.
در گذشته قبرستانی در کنار شهر وجود داشته که معروف به قبرستان بیت‌المقدس بوده‌است. باستان‌شناسان در این قبرستان اکتشافاتی انجام داده‌اند و ظروف سفالی متعلق به قرون گذشته در آن کشف گردیده‌است.

### قلعه جمشیدی
تاریخ‌نگاران قدمت این بنای باستانی را به زمان پادشاهی جمشید نسبت داده‌اند. مردم این شهر در زمان حمله آزادخان افغان به این منطقه در این قلعه پناه گرفته بودند و نیروهای آزادخان افغانی پس از مدت‌ها محاصره نتوانستند وارد این قلعه شوند.

### میل میلونه

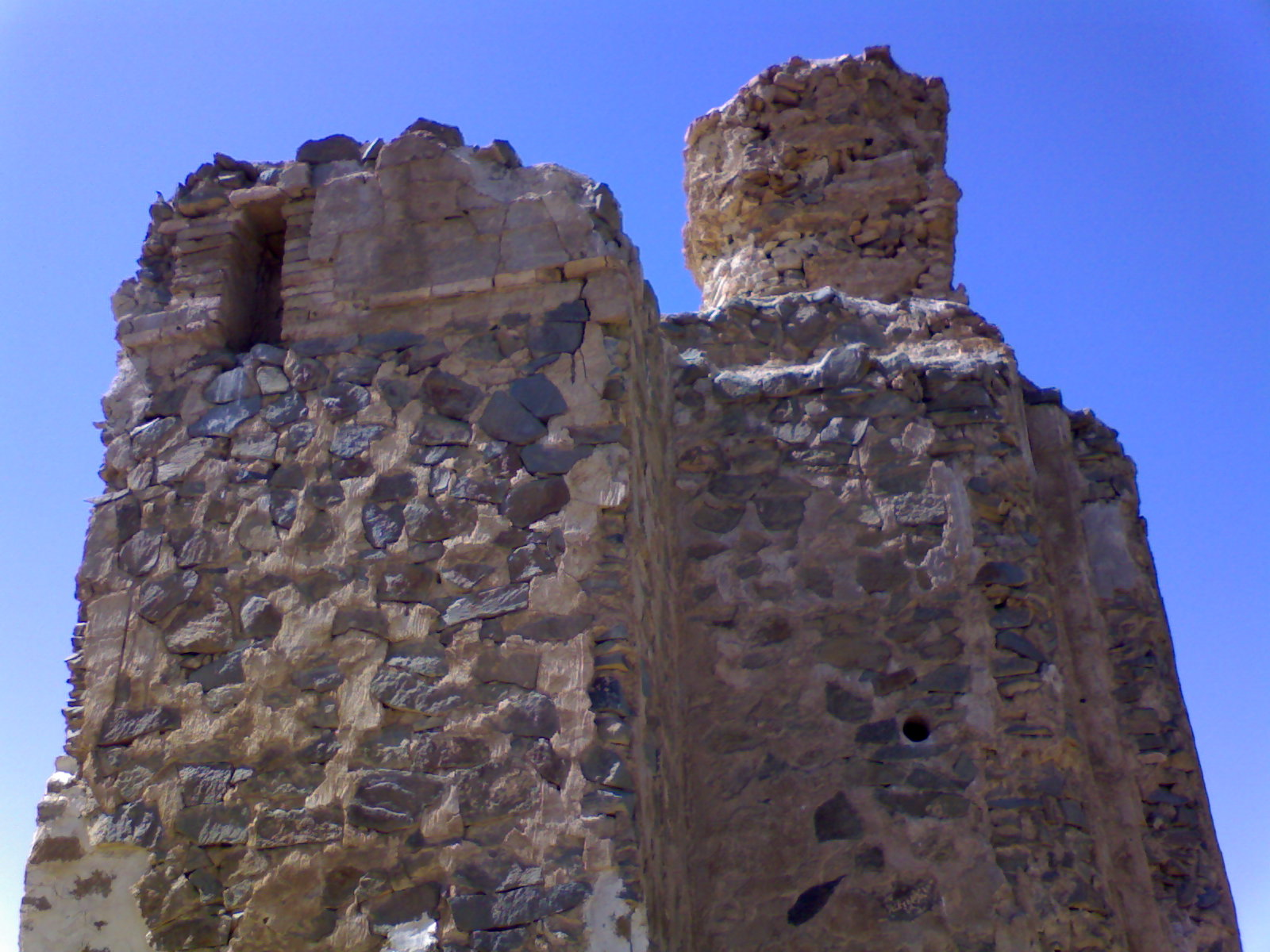
بازمانده‌های بنای میل میلونه

باقی‌ماندهٔ بنایِ سنگیِ عظیم و باستانی در شهر نیم‌ور است که از سنگ و ساروج ساخته شده‌است. به احتمال قوی، این بنا باقی‌مانده‌ای از آتشکده‌ای به نام ورنه (سرزمین محروسه پایینی) است که در تاریخ به آن اشاره شده‌است. این اثر تاریخی در سال ۱۳۸۶ توسط سازمان میراث فرهنگی با شماره ۱۹۶۸۵ در فهرست آثار ملی ایران به ثبت رسید.

### مسجد جامع
مسجد جامع نیم‌ور که نام اصلی آن مسجد حاج عبدالمحمد نیم‌وری است، از بناهای ثبت شدهٔ این شهر است. این مسجد دارای ستون‌هایی به شکل مربعی است. کتیبه‌های گچ‌بری شده در کنارهٔ سقف، بر روی ستون‌ها قرار دارد. ساخت این بنا منسوب به دورهٔ صفویان و قاجاریان است.
به دلیل تعمیرات فراوان انجام گرفته بر روی بنا، مسجد کمی از حالت اولیه و سنتی خود خارج شده‌است. با این حال، این بنا در آبان ماه سال ۱۳۸۴ با شماره ۱۳۸۱۵ در فهرست آثار ثبت شدهٔ ملی قرار گرفته‌است.

### یخچال نیم‌ور

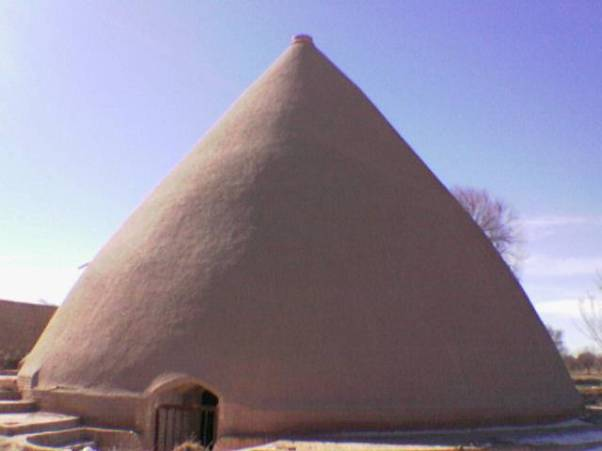
یخچال نیم‌ور

بنایی است که در قدیم از آن برای ساختن یخ در فصل زمستان و استفاده از آن در فصل تابستان استفاده می‌شده‌است. ساخت این بنا به دورهٔ قاجاریان نسبت داده شده‌است. مردم شهر از این یخچال برای تهیهٔ یخ مورد نیاز خود در فصل تابستان؛ استفاده می‌کرده‌اند. میرآب‌ها که مسئول و مباشر و ناظر بر تقسیم آب‌ها هستند، در فصل زمستان، برای تهیه یخ آب قنات یا نهرها را به حفره‌ها و گودال‌هایی که در نزدیک بنای یخچال بوده هدایت می‌کردند. بعد از آماده‌شدن یخ، با کمک مردم یخ‌ها را خرد می‌کردند و روی بستری از کاه در چالهٔ یخچال می‌ریختند. پس از پر شدن چاه یخچال، در آن را با گِل می‌بستند و عایق‌کاری می‌کردند. مردم شهر، در فصل تابستان در یخچال را گشوده و از یخ موجود در آن استفاده می‌کردند.
در حال حاضر فضای داخلی این مکان تبدیل به گالری شده و در آن نمایشگاه‌های مختلف از قبیل نمایشگاه عکس نیم‌ور برگزار می‌شود.

### پل باقرآباد
پل باقرآباد مربوط به دوره قاجار است و در تاریخ ۲۸ شهریور ۱۳۸۶ با شمارهٔ ثبت ۱۹۶۹۳ به‌عنوان یکی از آثار ملی ایران به ثبت رسیده‌است.

## جاذبه‌های طبیعی

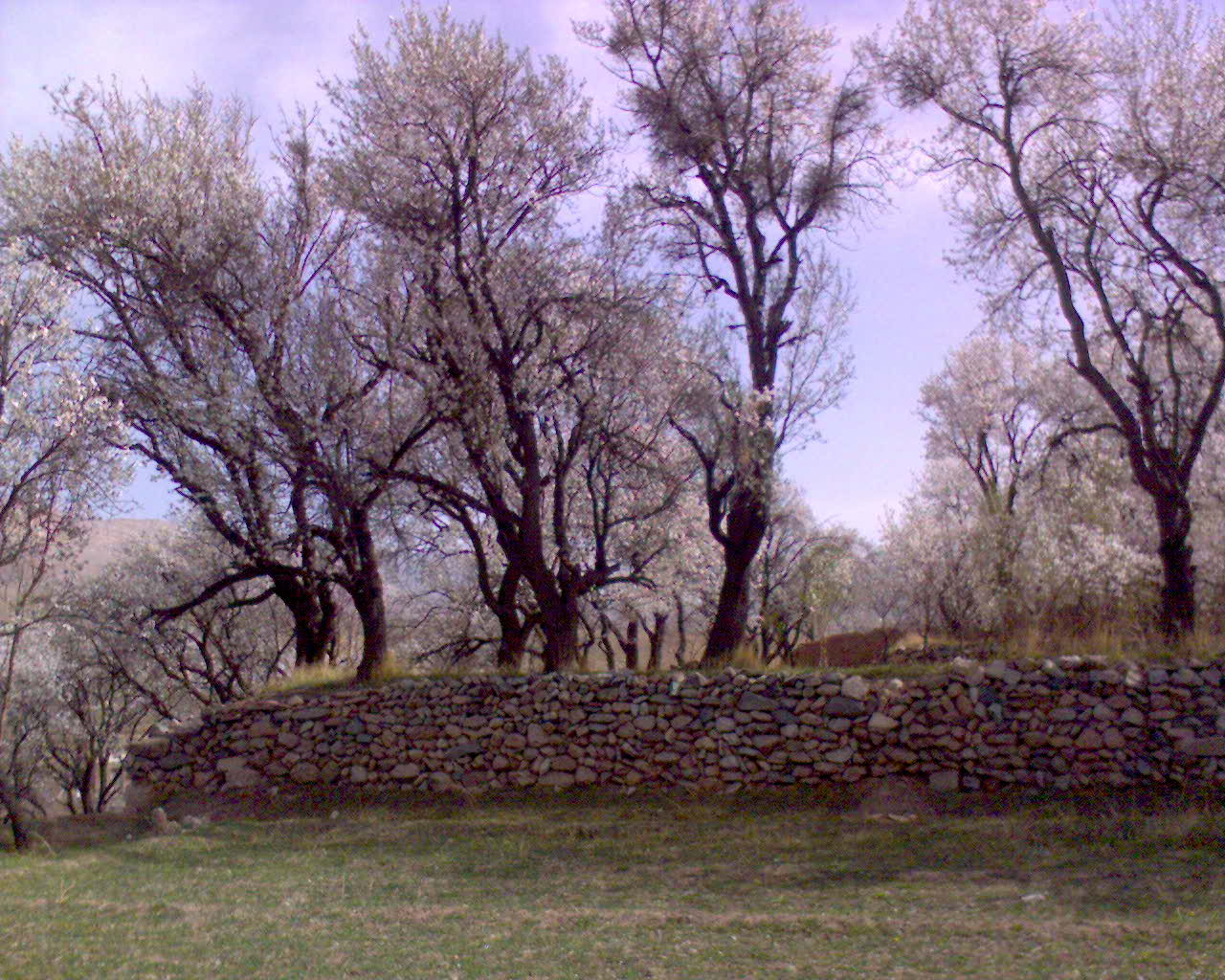
طبیعت نیم‌ور در بهار

کوه‌های بلند اسور، زردقلعه، دز، شیری‌چال، عباس‌آباد در نواحی شمالی شهر، رودخانه لعل‌بار و حاشیه دیدنی آن، و همچنین مزارع مختلف در قسمت جنوبی و در ارتفاعات و دامنهٔ کوه زرده قلعه که تفرجگاه‌های طبیعی و تفریحی است، از دیدنی‌های شهر نیم‌ور هستند.

### بند نیم‌ور
بر روی رودخانه لعل‌بار که در شمال منطقهٔ نیم‌ور جاری است، سدی زده شده که مربوط به دوران ساسانیان است. در قسمتی از بند، دهانه‌ای به نام چاگور وجود دارد که آب در آن به سرعت می‌چرخد و پایین می‌رود. بنا بر افسانه‌های این شهر، در داخل چاگور چرخی به نام چرخ الماس کار گذاشته‌است که هرچه از دهانهٔ چاگور پایین برود، از آن طرف خرد و متلاشی بیرون می‌آید. مردم این منطقه دلیل ساخت چاگور را تضمینی برای این می‌دانند که هیچ‌چیز نتواند جلوی جریان آب را در کانال سد کند.

### رودخانهٔ اناربار
این رودخانه یکی از زیرشاخه‌های اصلی قم‌رود است و از دشت‌های شمال شهر می‌گذرد. این رود به عنوان یکی از منابع اصلی آبیاری اراضی کشاورزی در منطقه‌است. این رود بعد از پیوستن به قم‌رود به رود قره‌چای می‌ریزد.

### غار گدار چشمه
این غار در کوه ارده و در جنوب نیم‌ور قرار دارد.

## صنعت

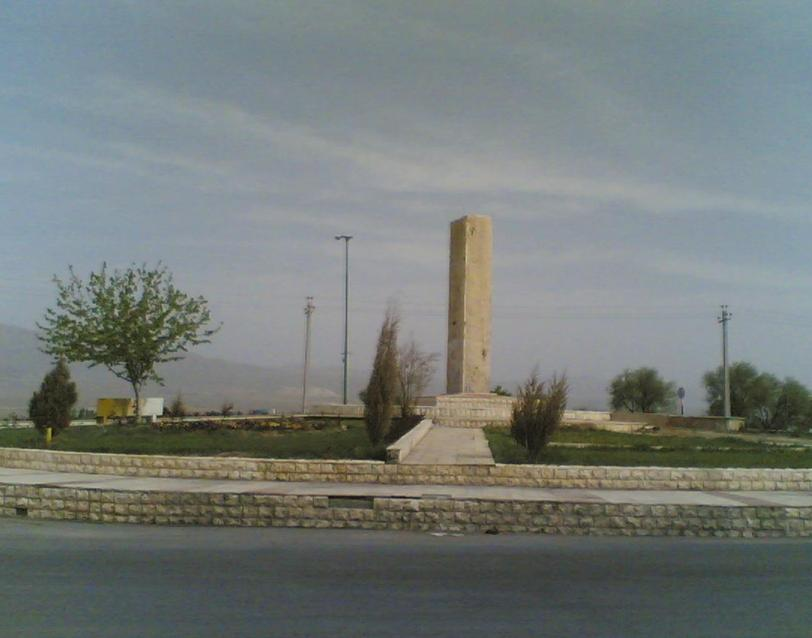
میدان سنگ؛ این بنا به عنوان نمادی از صنعت نیم‌ور در یکی از میادین اصلی این شهر قرار دارد.

### معدن و سنگ‌های تزئینی
کوه‌های سنگی منطقهٔ نیم‌ور و به خصوص کوه‌های آتشکوه و عباس‌آباد اصلی‌ترین منبع درآمد برای اهالی بومی منطقه هستند که باعث شده‌اند کارگران فصلی و مهاجران غیربومی نیز برای کار به این منطقه بیایند. طبق آمارهای ارائه شده از سوی مراجع رسمی، هشتاد درصد ساکنان شهر نیم‌ور، در زمینهٔ اکتشاف، استخراج و فرآوری سنگ فعالیت می‌کنند.
آتشکده آتشکوه در نزدیکی نیم‌ور علاوه بر موقعیت تاریخی، بزرگ‌ترین منبع سنگ تراورتن تزئینی صادراتی ایران است. این معدن توسط قنبر رحیمی∗، که به سلطان سنگ ایران مشهور است، کشف شده‌است.
سنگ‌های به کار رفته در میدان آزادی تهران و همچنین حرم عباس و حسین بن علی در کربلا از این معدن استخراج شده و توسط ارباب قنبر رحیمی به عنوان هدیه به این مکان‌ها داده شده‌است. هم‌اکنون مجسمه ارباب قنبر در یکی از میادین شهرهای ایتالیا به عنوان پدر سنگ ایران به نمایش گذاشته شده‌است.
از سوی دیگر، بزرگ‌ترین فرش ساخته شده گل و سنگ کشور نیز یکی از سازه‌هایی است که به عنوان معرف صنعت شهرهای نیم‌ور و محلات ساخته و رونمایی شده‌است.
برخی از معادن اصلی این شهر و محصولات آن عبارت‌اند از:
| ردیف | نام معدن   | سنگ استخراجی                                  | نوع ماده صنعتی           |
| ---- | ---------- | --------------------------------------------- | ------------------------ |
| ۱    | عباس‌آباد   | تراورتن                                       | مصالح ساختمانی           |
| ۲    | آتشکوه     | تراورتن - فلوئور - باریت - سرب - تراورتن قرمز | مصالح ساختمانی - فلزی    |
| ۳    | کوه سفید ۲ | تراورتن                                       | مصالح ساختمانی           |
| ۴    | باقرآباد   | فلوئور - تراورتن سفید - مرمریت سیاه           | غیرفلزی - مصالح ساختمانی |
| ۵    | فریجان     | تراورتن                                       | مصالح ساختمانی           |
| ۶    | گلشچمه     | تراورتن                                       | مصالح ساختمانی           |
| ۷    | گز عنبر    | تراورتن                                       | مصالح ساختمانی           |
| ۸    | دره بادام  | فلوئور                                        | غیرفلزی                  |
| ۹    | نینه       | خاک صنعتی                                     | مصالح ساختمانی           |
| ۱۰   | پرطاووسی   | مرمریت - تراورتن لیمویی - مرمر                | مصالح ساختمانی           |
| ۱۱   | ترشاب      | تراورتن سفید و قرمز                           | مصالح ساختمانی           |
| ۱۲   | شهاب سنگ   | تراورتن                                       | مصالح ساختمانی           |
| ۱۳   | خورهه      | باریت                                         | غیرفلزی                  |
| ۱۴   | موته       | طلا                                           | فلزی                     |

### نمایشگاه تخصصی سنگ و صنایع وابسته
این نمایشگاه برای اولین بار در سال ۱۳۸۷، در فضایی به مساحت ۲ هکتار با حدود ۲۰۰۰ متر مربع فضای سرپوشیده و ۴۰۰۰ متر مربع فضای روباز، با حضور شرکت‌های ایرانی و خارجی برگزار شد. این نمایشگاه هر سال در مرداد ماه برگزار می‌شود. در این نمایشگاه، آخرین دستاوردهای تولیدی و صنعتی در زمینه سنگ‌های تزئینی، معدن، ماشین‌آلات و تجهیزات معدنی و فرآوری به نمایش در می‌آید.
در همین راستا در فضایی به مساحت ۳۰ هکتار و با همکاری سازمان توسعه و تجارت ایران و سازمان بازرگانی استان مرکزی، نمایشگاه دائمی بین‌المللی سنگ و صنایع وابسته در این منطقه احداث شده‌است.

### شهرک صنعتی
نیم‌ور دارای یک شهرک صنعتی نیز هست که در آن کارخانجات سنگ‌بُری، لاستیک‌سازی، فرش‌بافی و تولید ایزوگام قرار دارند.

## کشاورزی
شغل بسیاری از ساکنان این منطقه کشاورزی است و محصولات عمدهٔ آن، غلات، پنبه، کنجد، صیفی‌جات، میوه‌جات، قیسی، بادام، انگور است.

## ره‌آوردها

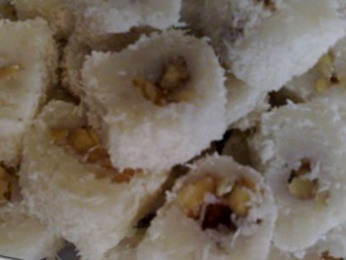
باسلق

ره‌آوردهای این شهر، شامل غذاهای سنتی، شیرینی‌ها و صنایع دستی نیم‌ور است که از مهم‌ترین آن‌ها می‌توان به موارد زیر اشاره کرد:

### شیرینی‌ها
- باسلق:[۱۱۳] نوعی شیرینی مقوی و سنتی در نیم‌ور است که برای تهیه آن از آرد گندم، شیره انگور، شکر، زعفران، گلاب و هل استفاده می‌شود. روش پخت این شیرینی با عنوان «مهارت سنتی تهیه و پخت باسلق» به‌شماره ۱۴۹۳ در فهرست میراث ناملموس استان مرکزی به ثبت رسیده‌است.[۱۱۴]

### غذاهای سنتی
- کاچی[۱۱۵]

کاچی غذایی محلی است که از روغن محلی، آرد گندم، آرد کاچی، نبات و آب تهیه می‌شود. مهارت سنتی تهیه و پخت کاچی سنتی نیم‌ور به‌شماره ۱۴۹۲ در فهرست آثار ناملموس ثبت شده و هرساله نیز جشنوارهٔ ملی باسلق و کاچی در این شهر برگزار می‌شود.

### صنایع دستی
- کرباس‌بافی[۹۰]
- فرش

## آموزش

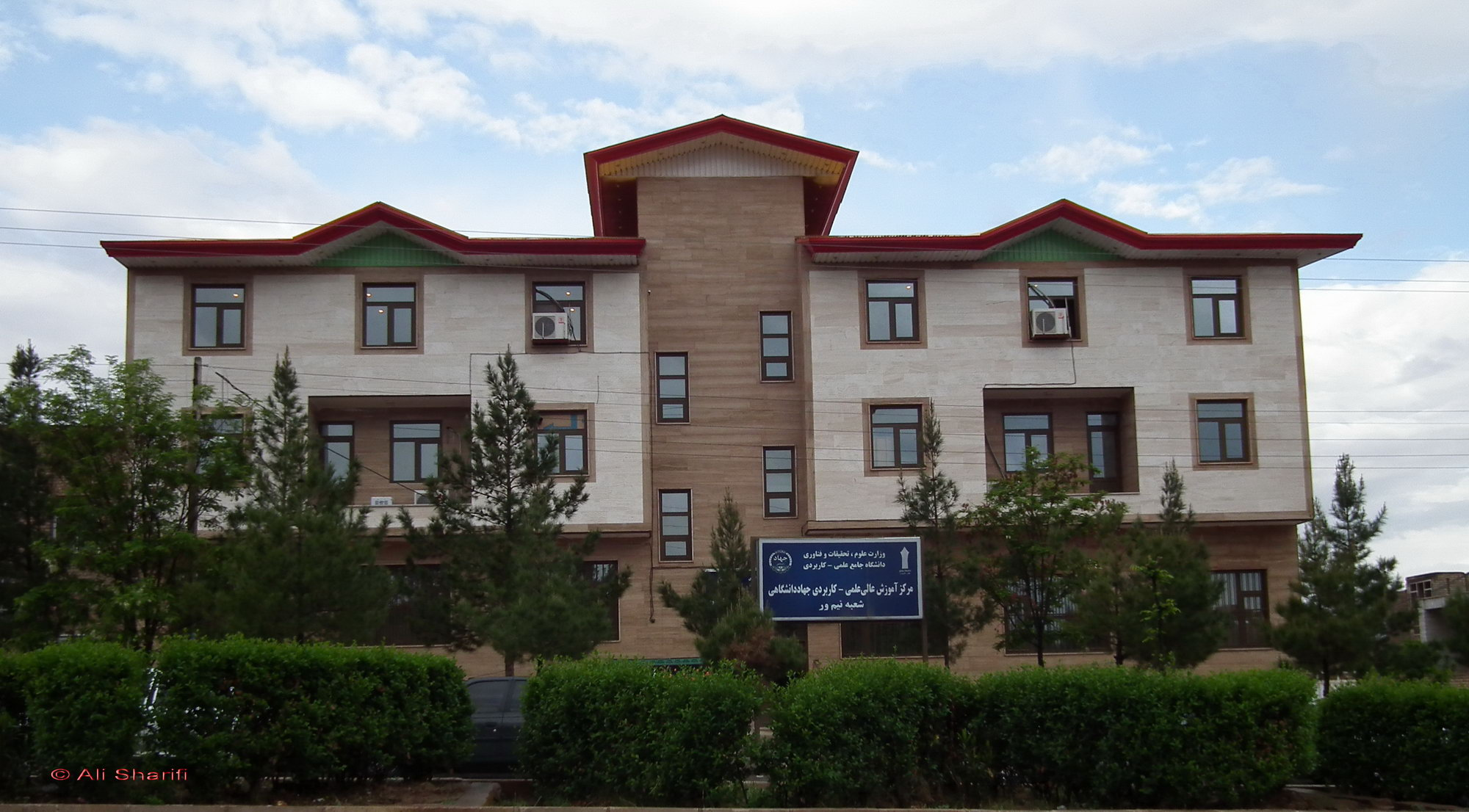
دانشگاه علمی کاربردی شعبهٔ نیم‌ور

### کتابخانه
کتابخانه عمومی امام صادق در خیابان طالقانی نیم‌ور قرار دارد.

### مدارس
- مقطع ابتدایی: شهید ملاعلی اکبری،[۱۱۸] دین و دانش[۱۱۸]
- مقطع راهنمایی: سید جمال‌الدین اسدآبادی،[۱۱۹] شهید مرتضی محمدی[۱۱۹]
- مقطع دبیرستان: شهید دستغیب،[۱۲۰] تیموری[۱۲۰]

### آموزش عالی
پس از مطرح شدن احداث دانشگاه در شهر نیم‌ور در صحن علنی مجلس شورای اسلامی، دانشگاه جامع علمی کاربردی شعبه نیم‌ور در سال ۱۳۸۶ زیر نظر جهاد دانشگاهی افتتاح شد. این مرکز در رشتهٔ‌های نرم‌افزار کامپیوتر، فناوری اطلاعات و ارتباطات (آی‌تی)، گل و گیاهان زینتی معماری و حسابداری مالی و دولتی اقدام به جذب دانشجو کرده‌است. این واحد دانشگاهی، دارای مساحت تقریبی ۳٬۸۰۰ مترمربع است. که به دلیل سوءمدیریت و ناتوانی در اداره، این مرکز در حال حاضر به صورت غیرفعال است.

### مرکز رشد
مرکز رشد واحدهای فناوری شهرستان محلات و نیم‌ور وابسته به جهاد دانشگاهی از سال ۱۳۹۳ و با اخذ مجوز از وزارت علوم، تحقیقات و فناوری تأسیس گردید. این مرکز در بلوار امام علی نیم‌ور قرار دارد. با انتقال مدیر این مرکز به شهر اراک، واحد مذکور به شهر محلات منتقل گردید.

## بهداشت
از روزگار گذشته شهر نیم‌ور دارای یک مرکز درمانی دولتی بوده که خدمات آن کیفیت چندانی ندارد. تیر ماه ۱۳۹۷، اولین درمانگاه و کلینیک شبانه‌روزی نیم‌ور توسط خیّرین ساخته شد و مورد بهره‌برداری قرار گرفت.

## حمل و نقل
نیم‌ور در کیلومتر ۱۰ جادهٔ دلیجان به خمین قرار دارد. نزدیک‌ترین فرودگاه به این شهر فرودگاه اراک است. با این حال از طریق فرودگاه اصفهان و فرودگاه بین‌المللی امام خمینی هم می‌توان به آن دسترسی پیدا کرد.
نیم‌ور، هم‌اکنون بر روی خط سراسری راه‌آهن قرار ندارد و نزدیک‌ترین مسیر دسترسی ریلی از طریق خط‌آهن سراسری تهران - بندر امام خمینی است.
همچنین راه‌آهن دوخطه در دست احداث سریع‌السیر قم - اصفهان از نزدیکی این شهر می‌گذرد.

## نگارخانه

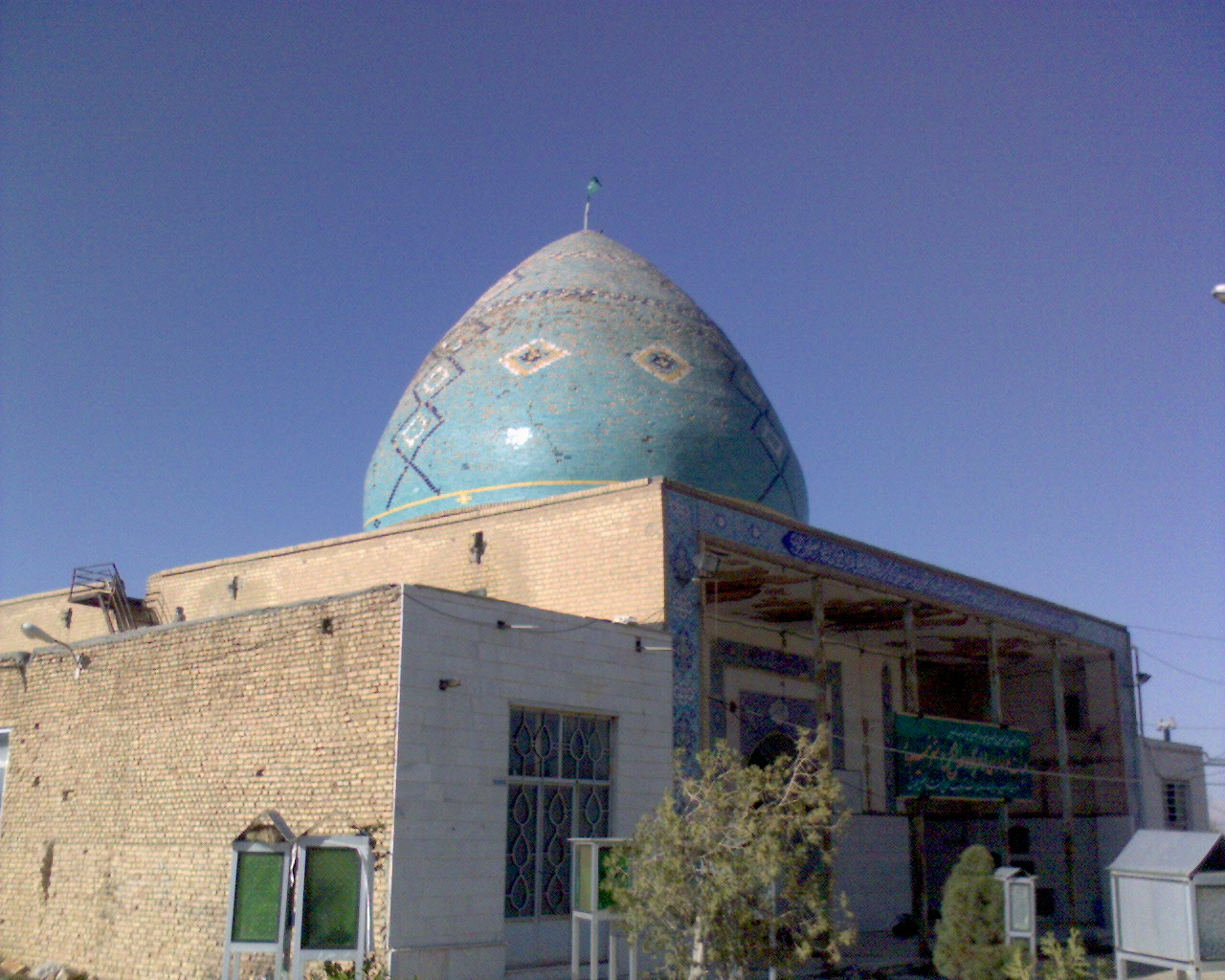
بقعه امامزاده صالح نیم‌ور که محل تجمع هیات‌های مذهبی در روز عاشورا است.
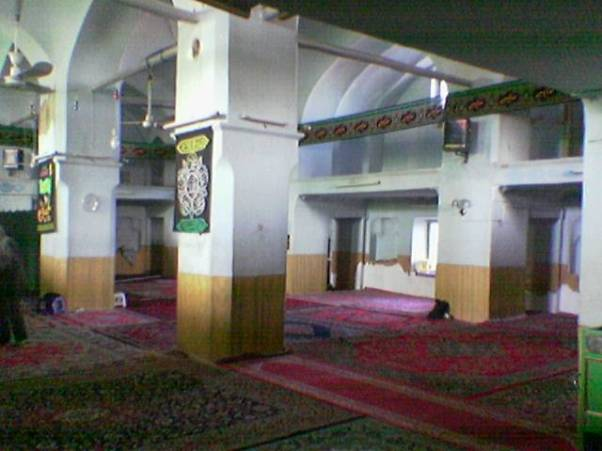
کتیبه‌های نگارش شده بر ستون‌های مسجد جامع
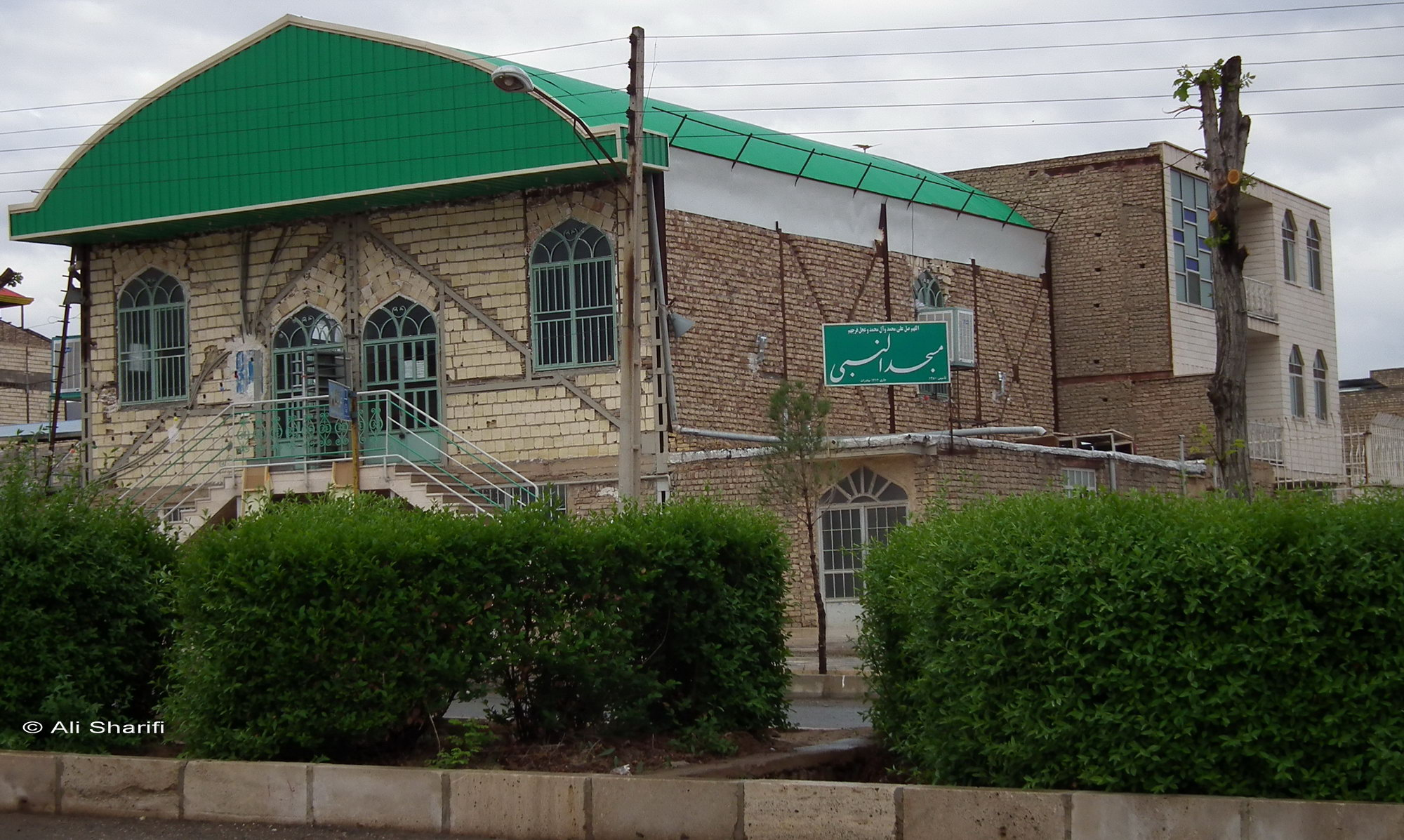
مسجد النبی نیم‌ور
نمایی از شهر نیم‌ور؛ زاویه عکس از شمال به‌جنوب از فراز کوه کمر
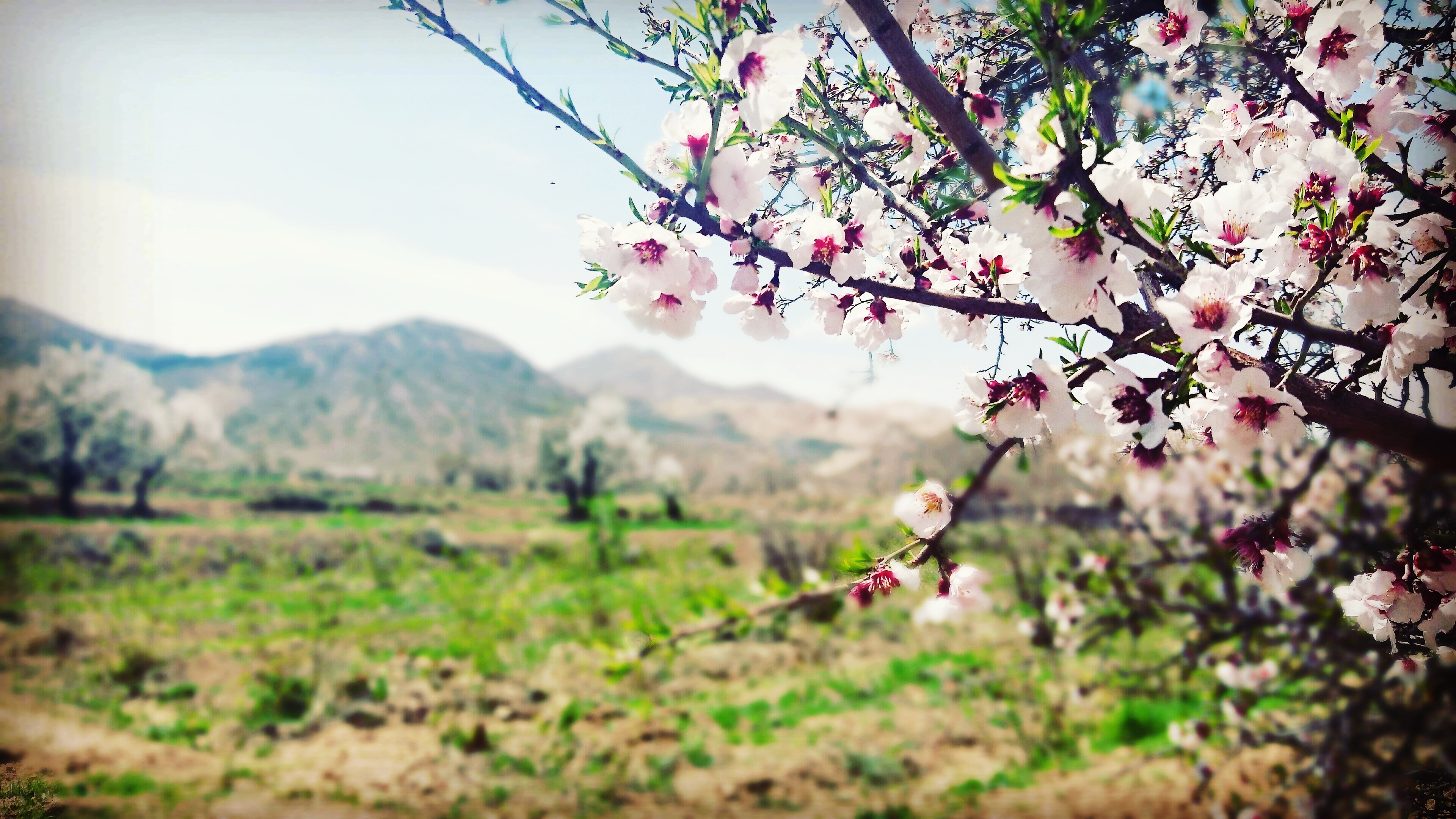
طبیعت کوه‌های آتشکوه در فصل بهار
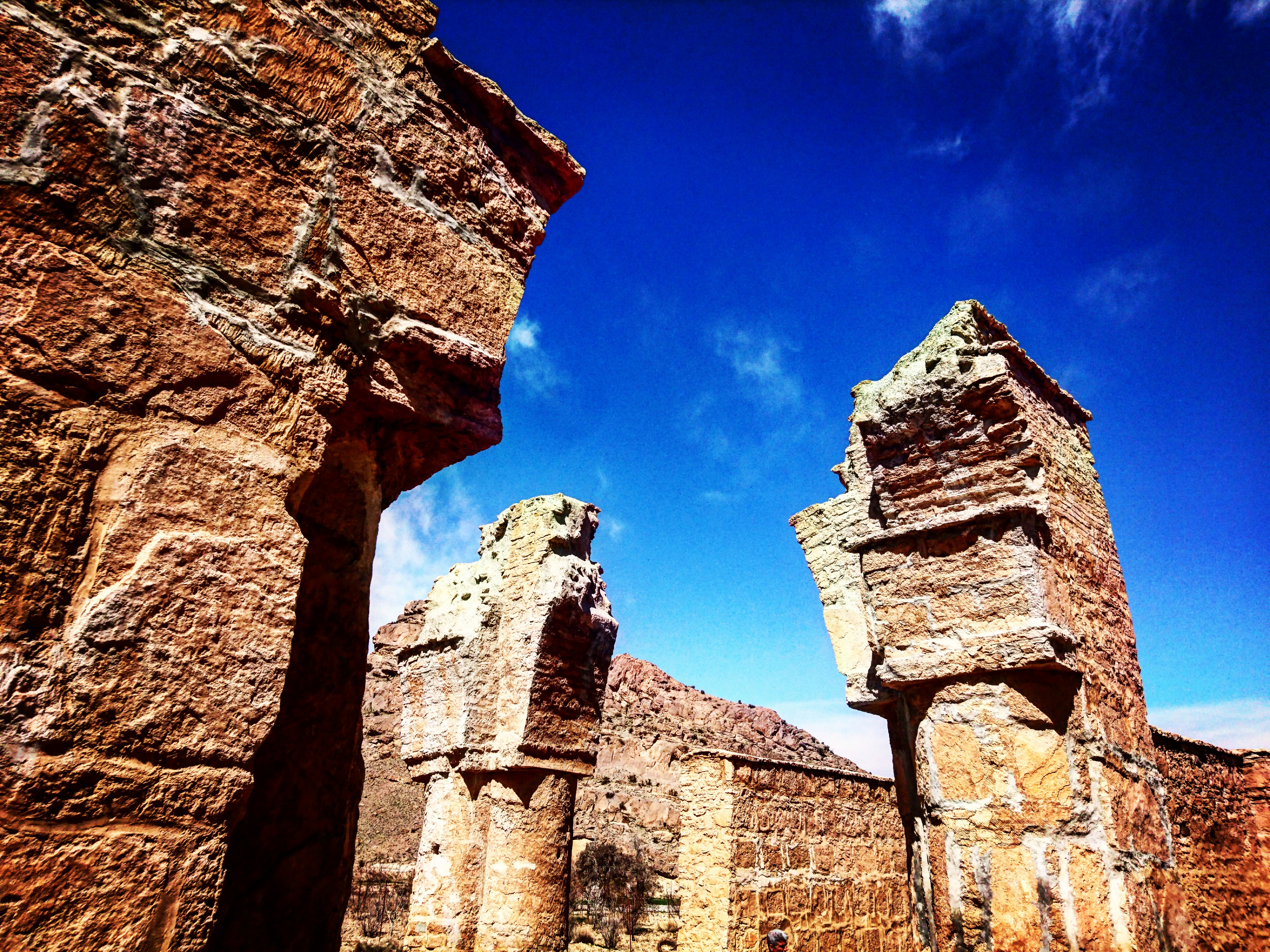
آتشکده آتشکوه؛ یکی از برجسته‌ترین بناهای تاریخی استان مرکزی
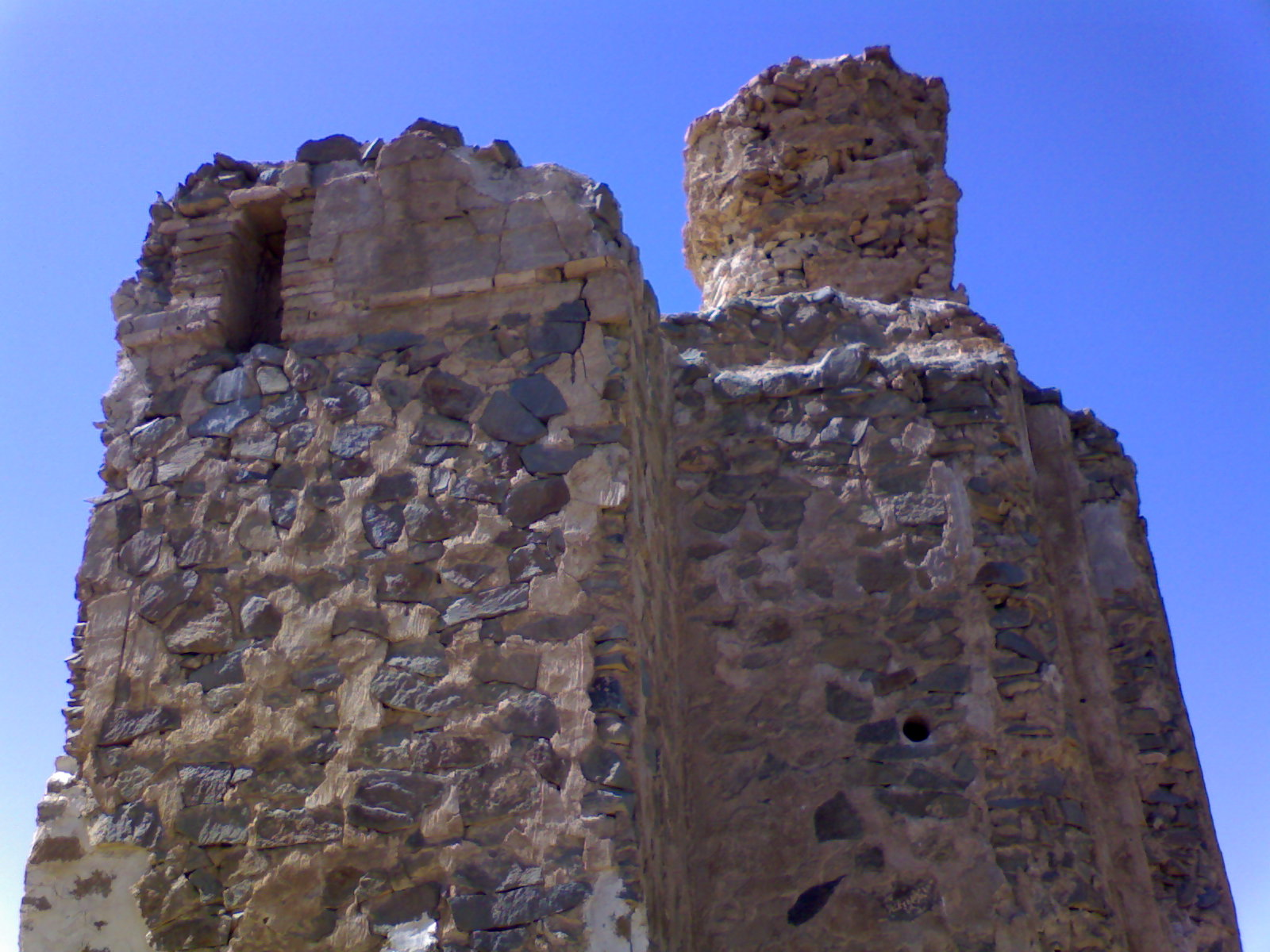
بقایایی عجیب از بنایی تاریخی با نام میل میلونه
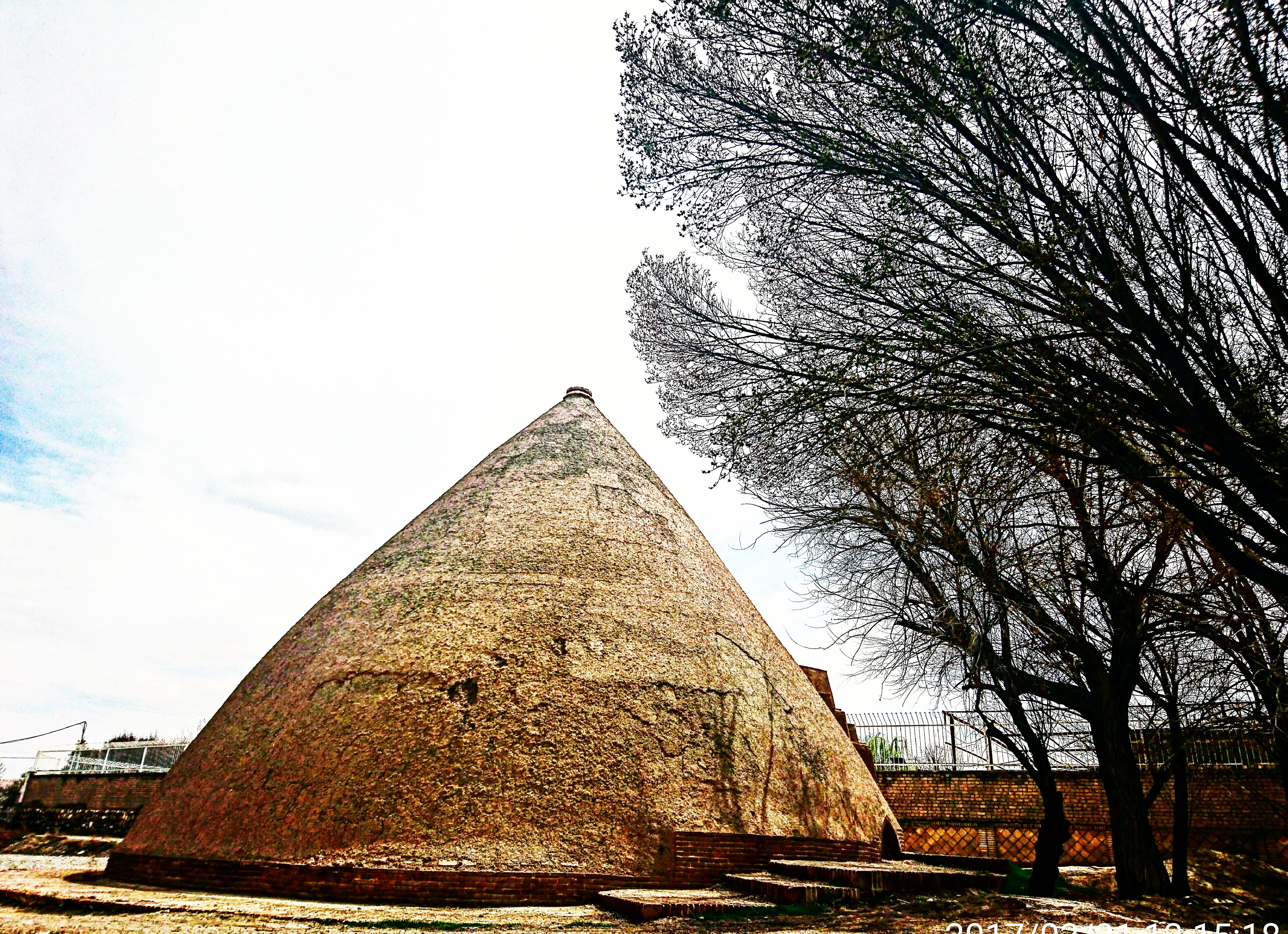
نمایی از یخچال تاریخی نیم‌ور؛ پیش از بازسازی
ستون‌های تاریخی آتشکده خورهه که در فاصله ۲۰ کیلومتری شمال نیم‌ور و در دهستان خورهه قرار دارد.
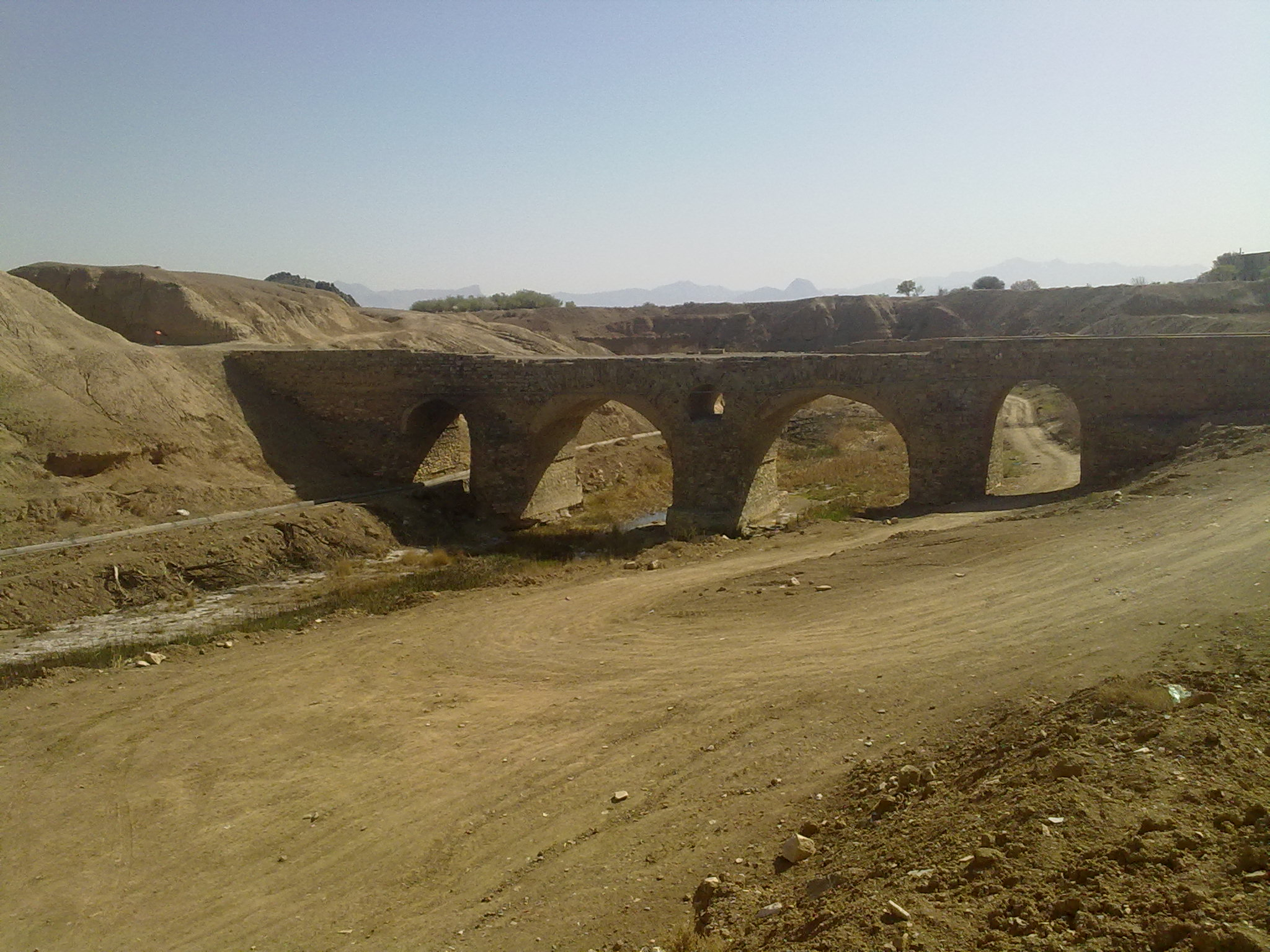
پل باقرآباد نیم‌ور بر روی رودخانه فصلی اناربار
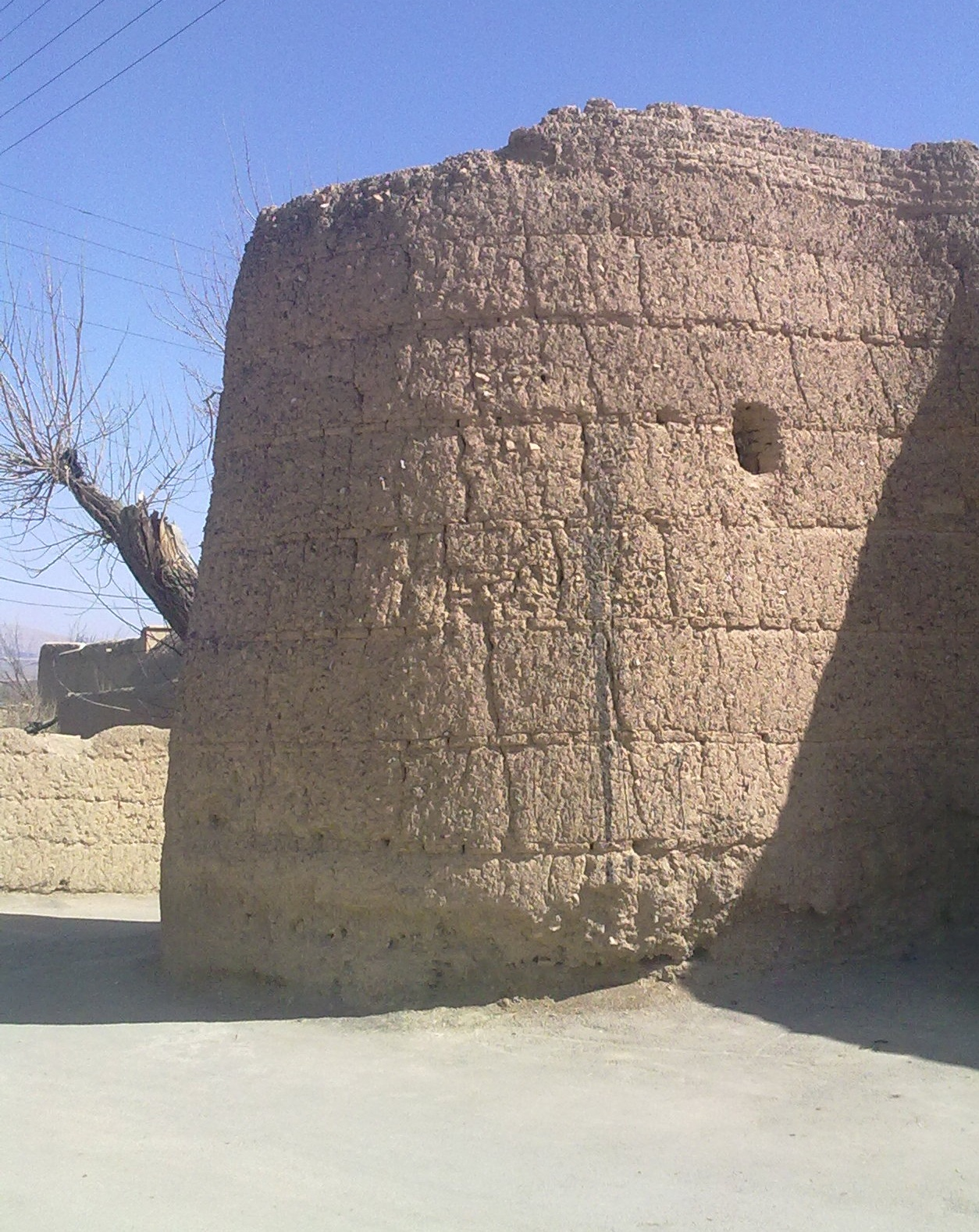
قلعه جمشیدی منتسب به دوره ساسانی است که مشهور است در زمان حمله آزادخان افغان به آن پناه بردند.

## یادداشت
- ^ نیم‌ور بخشی از منطقهٔ تاریخی تیمره گلپایگان (منطقه‌ای میان استان‌های اصفهان، مرکزی، لرستان) است.
- ^ در میان اهالی شهر او به ارباب قنبر معروف بوده‌است.

### فارسی
- حکیم، محمدتقی خان (۱۳۶۶)، گنج دانش، به کوشش محمدعلی صوتی، جمشید کیافر.، تهران: انتشارات زرین
- شیروانی، زین العابدین، بستان السیاحه، انتشارات کتابخانه سنایی
- فرهنگ جغرافیایی ایران (استان مرکزی)، تهران: انتشارات دایره جغرافیایی دانش، ۱۳۲۸
- فرهادی، مرتضی، «خورهه» و «نیمه‌ور» دو کهنسال نام‌آور
- فرهادی، مرتضی (پاییز و زمستان ۱۳۷۵)، «نیمه‌ور، کهنسال نام‌آور»، فصلنامه راه دانش، ش. ۷ و ۸
- قمی، حسن بن محمد بن حسن، تاریخ قم، ترجمهٔ حسن بن علی بن حسن عبدالملک قمی، به کوشش به تصحیح/ جلال الدین تهرانی.
- گدار، آندره (۱۳۷۱)، آثار ایران، ترجمهٔ ابوالحسن سروقد مقدم، مشهد: بنیاد پژوهش‌های اسلامی آستان قدس رضوی
- مستوفی، حمدالله (۱۳۶۲)، نزهت القلوب، به کوشش به تحصحیح و اهتمام/ گای لسترانج.، تهران: دنیای کتاب
- مشکوتی، نصرت‌الله (۱۳۴۹)، فهرست بناهای تاریخی و اماکن باستانی ایرن، تهران: سازمان ملی حفاظت آثار باستانی ایران
- ستون‌های خورهه و آتشکده آتشکوه مهم‌ترین آثار باستانی استان مرکزی بایگانی‌شده  در ۸ آوریل ۲۰۰۸ توسط Wayback Machine
- مراسم پهلوانی بیل‌گردانی در نیم‌ور برگزار می‌شود
- شهر گلها - روزنامه ایران - شماره ۱۷۸۷ - سال هفتم - تاریخ انتشار ۴ اردیبهشت ۱۳۸۰
- بقایای تمدن ساسانی در نیم‌ور[پیوند مرده] - وبگاه کیمیانت تاریخ انتشار: چهارشنبه، ۲ آبان ماه، ۱۳۸۶
- نیمه‌ور: هزاران سال آب و آتش - همشهری آنلاین
- مختصات و ارتفاع

### انگلیسی
- Nīmvar, (IR24), Iran
- Maps, weather, videos, and information about Nimvar, Iran
- World Gazetteer: population statistics for cities, towns and places
- Nimvar Historical Dam
- Nimvar Jame Mosque
- Mil Milooneh Fire Temple
- Iran (به آلمانی) (Volumes 7-9 ed.), British Institute of Persian Studies, 1969
- Gerald Reitlinger (1932), A tower of skulls: skulls: a journey through Persia and Turkish Armenia (به انگلیسی), Duckworth
- Ḥamd Allāh Mustawfī Qazvīnī (1919), The geographical part of the Nuzhat-al-qulūb (به انگلیسی), E. J. Brill

### فرانسوی
- J. Feuvrier (1906), Trois ans à la cour de Perse (به فرانسوی), Imprimerie Nationale

## برای مطالعه و تماشا
- «خورهه» و «نیمه‌ور» دو کهنسال نام‌آور  - مرتضی فرهادی
- موزه‌هایی در باد، رساله‌ای در باب مردم‌شناسی هنر - مرتضی فرهادی، تهران، انتشارات دانشگاه علامه طباطبایی، ۱۳۷۷، ۴۰۴ ص
- عباس عبدالله‌گروسی (بهار و تابستان ۱۳۷۵)، «نظام روستایی در نیمور محلات»، فصلنامه راه دانش، ش. ۵ و ۶
- مرتضی فرهادی (پاییز و زمستان ۱۳۷۵)، «نیمه‌ور، کهنسال نام‌آور»، فصلنامه راه دانش، ش. ۷ و ۸
- مستند سرود دشت نیم‌ور - کارگردان: محمدرضا مقدسیان، ۱۳۶۷